# 由良橋勢
由良橋 勢（ゆらはし いきお）は、日本の性風俗研究家、文筆家。
SEXテクニック解説から、国内外の性風俗や性風習に関するルポまで、性をテーマに幅広く執筆。
雑誌やテレビ／ラジオではコメンテーター／インストラクターとしても活躍。
膨大な量の取材データに基づいて書き上げられるSEXマニュアルは、「実践的でわかりやすく、それでいて濃厚」と、幅広い層の支持を集める。
また、大ヒット作『膣性感開発・中イキ 完全マニュアル』では「中イキ」の一大ブームを巻き起こした。

## 著書
- キス教本
- フェラチオ教本
- 膣挿入&ピストン運動教本
- 陰核愛撫・クリイキ教本
- 女のコのひとりエッチ 完全マニュアル
- 女性が必ずイク体位・オーガズム48手 完全マニュアル
- 野外羞恥プレイ・露出青姦 完全マニュアル
- ガイドブックには絶対に載らない 裏アジア潜入記

など